# Omlenička (zámek)
Barokní zámek Omlenička se nachází ve stejnojmenné vsi na Českokrumlovsku, asi 15 km od státní hranice. Objekt zámku byl v říjnu 2016 vložen do nadace Omlenička, která má za cíl záchranu zámku a vznik Centra péče o děti a vzdělávání Ferdinanda Kindermanna.
Od roku 1963 je zámek chráněn jako kulturní památka České republiky, zároveň je zařazen na seznam ohrožených památek.

## Historie
Zámek byl vybudován počátkem 18. století na místě někdejší renesanční tvrze. V roce 1778 ho koupil cisterciácký klášter ve Vyšším Brodě. V roce 1829 ho zasáhl požár, ale byl opraven. V majetku kláštera zůstal do roku 1945, pak jej využíval státní statek.
Poté, co se pod tíhou sněhu prolomily krovy, byly v roce 1970 při rekonstrukčních pracích objeveny zbytky renesanční tvrze.

## Popis
Trojkřídlý patrový zámek se nachází v havarijním stavu, do kterého se dostal kombinací absence údržby ze strany předešlých majitelů a vandalismu. Zámek má výraznou nádvorní arkádu, ze které však zůstaly jen obvodové zdi. Míval čtyři arkýře na krakorcích ve východním průčelí, dva jsou však již zničeny. Interiér zámku je zdevastovaný, chybí vodorovné konstrukce včetně podlah, obvodové stěny jsou staticky narušené a trpí vlhkostí.
K jižnímu křídlu zámku je pevně připojen barokní kostel Panny Marie Bolestné a svatého Jana Nepomuckého. Patřil k němu také hospodářský dvůr, již téměř zničený.